# Macia
Macia és un municipi de Moçambic, situat a la província de Gaza. En 2007 comptava amb una població de 24.153 habitants. És la seu del districte de Bilene Macia i es troba a 140 kilòmetres de Maputo. Fou elevat a vila el 9 de novembre de 1957. El 2 d'abril de 2008 el govern de Moçambic el va elevar a categoria de municipi, a conseqüència de l'expansió del procés de municipalització del país amb la creació de 10 nous municipis, un a cada província. Després de les eleccions locals de 2008 fou nomenat primer president del consell municipal Reginaldo Mariquele, del Frelimo, qui va prendre possessió el 29 de gener de 2009.